# إيتنهايم
اتنهايم (بالألمانية: Ettenheim) هي بلدة، مدينة وبلدة ألمانية تقع في ألمانيا في Regierungsbezirk Freiburg. يقدر عدد سكانها بـ 12,103 نسمة .

## المدن التوأمة
مدن بينفيلد، Avelgem وكاستيون دي أمبورياس هي مدن توأمة لـاتنهايم.